# Bitola (nádraží)
Bitola (makedonsky Битола) je železniční stanice, která se nachází ve stejnojmenném městě. Nachází se v jeho jihovýchodní části, jižně od městského parku a bílých kasáren. Je součástí železniční trati Veles–Kremenica.
Autobusové nádraží se nachází v bezprostřední blízkosti stanice.
Stanice byla vybudována na konci 19. století jako součást původní železnice z Bitoly do Soluně. Otevřena byla s celou tratí v roce 1911 za přítomnosti tureckého sultána Mehmeda V. Původní staniční budova je do současné doby zachována.
Odsud měla být také vedena nikdy nerealizovaná železniční trať Bitola–Ochrid.
V roce 2010 stanice odbavila celkem 81 000 cestujících.